# Adanson-sisakteknős
Az Adanson-sisakteknős (Pelusios adansoni) a hüllők (Reptilia) osztályába és a teknősök (Testudines) rendjébe és a sisakteknősfélék (Pelomedusidae) családjába tartozó faj.

## Előfordulása
Afrika középső részén Benin, Kamerun, a Közép-afrikai Köztársaság, Csád, Etiópia, Mali, Mauritánia, Niger, Nigéria, Szenegál és Szudán területén honos.

## Megjelenése
Páncélja 22 centiméter.